# (Waiting For) The Ghost Train
"(Waiting For) The Ghost Train" släpptes 1986 och är den tjugotredje singeln från den brittiska ska/popgruppen Madness.
Text och musik skrevs av sångaren Graham McPherson.
Låten handlar om apartheid i Sydafrika, vilket 1986 fortfarande var vardag där. Bland annat går refrängen "It's black and white, don't try to hide it". (Det är svart och vitt, försök inte att gömma det).
Tidigare under året hade Madness meddelat att de skulle splittras, och detta skulle bli deras avskedssingel. Michael Barson, bandets pianist som lämnat gruppen 3 år tidigare, återvände för den här singeln. Han medverkar dock inte i musikvideon. För övrgt är musikvideon en av Madness mest minnesvärda; man utnyttjar ett helt lager av skämtleksaker och saxofonisten Lee Thompson försöker spela i takt samtidigt som han hoppar fallskärm. Bandmedlemmarna har på sig kostymer fulla med tidningsutklipp med nyheter om apartheid.
"(Waiting For) The Ghost Train" låg på englandslistan i 8 veckor och nådde som bäst en artonde plats. Den skulle antagligen nått högre om den inte släppts samtidigt som alla julskivor.
"(Waiting For) The Ghost Train" finns med på de flesta av gruppens samlingsskivor, b-sidorna finns med på samlingsboxen The Business.

## Låtlista
7" vinyl
1. "(Waiting For) The Ghost Train" (Graham McPherson) – 3:45
2. "Maybe In Another Life" (Lee Thompson, Daniel Woodgate) – 3:00

12" vinyl
1. "(Waiting For the) Ghost Train (Graham McPherson) – 3:45
2. "Maybe In Another Life" (Lee Thompson, Daniel Woodgate) – 3:00
3. "Seven Year Scratch" (Madness, Cecil Campbell) – 8:39